# Camille-Marie Stamaty
Camille-Marie Stamaty (Roma, 13 marzo 1811 – 19 aprile 1870) è stato un pianista, compositore e insegnante greco-francese.

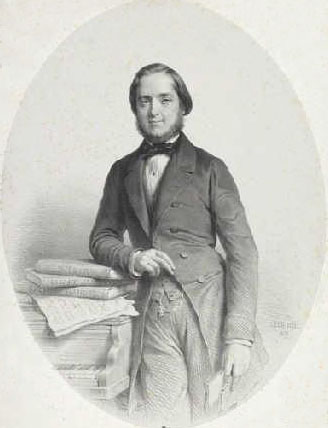

È nato a Roma da padre greco e madre francese. Suo padre morì quando aveva 7 anni, e sua madre lo portò in Francia. Studiò musica con Fessy e Friedrich Kalkbrenner, diventando un ragguardevole pianista. Nel marzo 1835 fece la sua prima apparizione in pubblico durante un concerto che includeva proprio il suo concerto per pianoforte ed alcune altre composizioni. Fu abbastanza ricercato come insegnante di pianoforte, ma andò a Lipsia per studiare composizione da Felix Mendelssohn per alcuni mesi. Ritornò a Parigi al teatro dei concerti e presentò molte opere di Bach, Mozart e Beethoven ai suoi concerti.
I suoi molti pupilli includevano Louis Moreau Gottschalk e Camille Saint-Saëns.
Le sue opere comprendono una grande quantità di studi; 12 trascrizioni denominate Souvenir du Conservatoire; sonate e trii per pianoforte. Il suo Concerto per pianoforte in La minore, Op. 2 ed una raccolta di variazioni su un tema originale (Op. 3) sono state ben prese in considerazione da Robert Schumann.
Nel 1862 fu nominato Cavaliere della Legione d'onore.